# Josías I de Waldeck
El Conde Josías I de Waldeck (18 de marzo de 1554, Castillo de Eisenberg - 6 de agosto de 1588, ibíd.) fue Conde de Waldeck-Eisenberg.

## Biografía
Era un hijo del Conde Wolrad II de Waldeck-Eisenberg (1509-1578) y su esposa Anastasia Günthera e Schwarzburgo-Blankenburg (1526-1570).
Murió el 6 de agosto de 1588 y fue enterrado el 9 de agosto en Korbach.

## Matrimonio e hijos
El 8 de marzo de 1582, contrajo matrimonio con María de Barby-Mühlingen (8 de abril de 1563 - 29 de diciembre de 1619), la hija del Conde Alberto X de Barby-Mühlingen y su esposa María de Anhalt-Zerbst. Tuvieron cuatro hijos: 
- Margarita Anastasia (n. 1584).
- Cristián (25 de diciembre de 1585 - 31 de diciembre de 1637), desposó en 1604 a Isabel de Nassau-Siegen (8 de noviembre de 1584, Dillenburg - 26 de julio de 1661, Landau, ahora parte de Bad Arolsen).
- Juliana (11 de abril de 1587 - 28 de febrero de 1622); desposó en 1606 al Conde Luis I de Erbach-Erbach (1579-1643).
- Wolrad IV (7 de julio de 1588 - 6 de octubre de 1640); desposó en 1607 a Ana de Baden-Durlach (1587-1649). En 1625, heredó el Condado de Pyrmont.